# Dialetto sichuanese

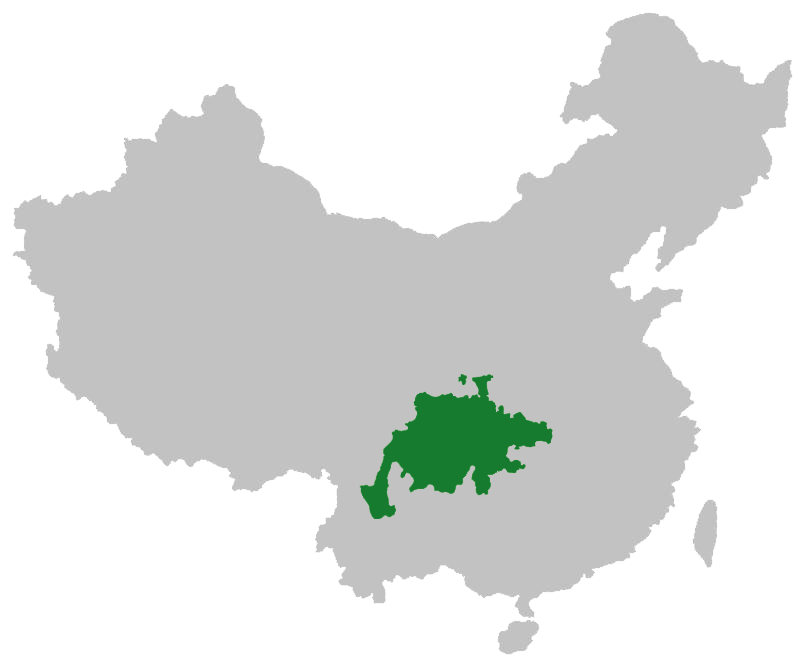
Area in cui si parla Sichuanese

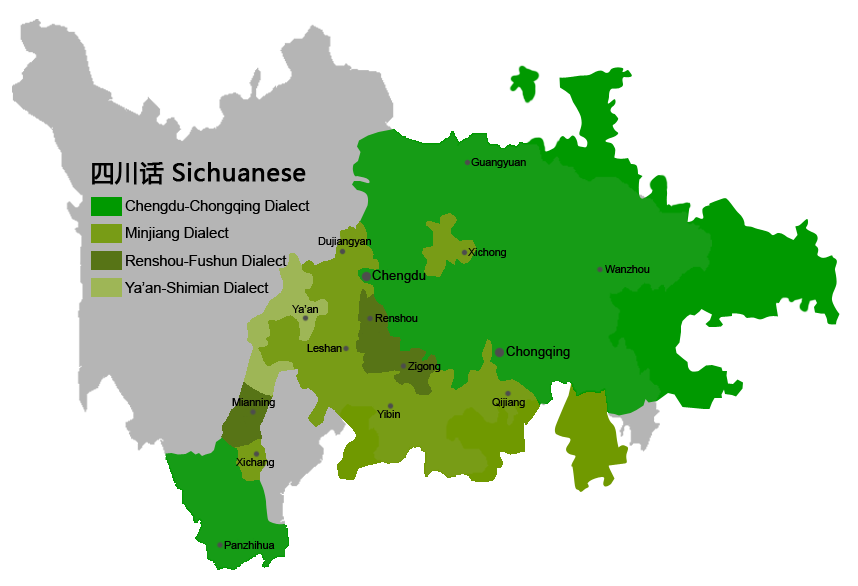
Dialetti del Sichuanese

Il dialetto sichuanese (cinese semplificato: 四川官话; cinese tradizionale: 四川官話; pinyin: sìchuān guānhuà), (Cinese: semplificato 四川话; Cinese tradizionale: 四川話; Sichuanese Pinyin: Si4cuan1hua4; pinyin: Sìchuānhuà; Wade–Giles: Szŭ4-ch'uan1-hua4) è un dialetto della lingua cinese mandarina del ramo del cinese sudoccidentale parlato principalmente nello Sichuan e a Chongqing, che fece parte del Sichuan fino al 1997, e le regioni adiacenti delle province vicine quali Hubei, Guizhou, Yunnan, Hunan e Shaanxi.
Poiché il sichuanese è la lingua franca del Sichuan, esso viene usato a Chongqing e in parte del Tibet come seconda lingua.